# Mariazzo
Il mariazzo o mariazo (ma anche maridazo o mogliazzo) è un componimento tipico del teatro veneto. 
In forma di commedia, il mariazzo aveva un canovaccio fisso. Il tema portante è centrato sulla celebrazione delle nozze: lo stesso nome è, infatti, una parola della lingua veneta che significa "maritaggio", ovvero "sposalizio". In genere si sviluppava intorno alla celebrazione di un matrimonio: concordato quest'ultimo, durante o subito prima accadeva un fatto che ne determinava la crisi, quasi sempre con lo scoppio di una lite, successivamente dipanata; tratto esemplare del mariazzo era il contrasto comico fra i villani, una tipologia drammatica che proveniva dalla nascita del volgare e in particolare quello della scuola siciliana di Jacopo da Lentini e in seguito anche dei contrasti di Cielo d'Alcamo. 
Più che per i risultati scenici, questo componimento ha un rilevante valore antropologico. 
Difatti, nel mariazzo viene descritta accuratamente la ritualità nuziale, con attenzione alle sue modalità, agli invitati, al prima ed al dopo il matrimonio, per cui abbiamo una ricostruzione dettagliata delle usanze al riguardo dalla metà del '400 fino alla metà del secolo successivo. I componimenti, inoltre, forniscono un importante documento sulla e della cultura popolare e dei temi in essa affrontati.
Il mariazzo ci è pervenuto per lo più in componimenti anonimi di chiara origine popolare, ma va citato il poeta Francesco di Vannozzo, che sino dal 1300 aveva composto dei mariazzi per il divertimento della corte scaligera, e Ruzante che ha composto, messo in scena e scritto due mariazzi, le commedie La Betia e Fiorina.
La maggior parte dei mariazzi ci sono giunti in forma anonima come:
- Mariazzo da Padoua con doi altri Mariazi bellissimi. Et certi sonetti, stampato a Venezia presso la stamperia di Agostino Bindone.
- Mariazo a la fachinesca da ridere
- Nozze di Messer Lippotopo con Madonna Lasagna
- Maridazo della bella Brunettina
- Maridazzo de Zan Panza de Pegora alias Simon (di Simone da Bologna comico della compagnia dei Gelosi)
- Cose ridiculose e maridazzo di Zan Falopa da Bufeto
- Canzonetta delle nozze di Petrina e Cotogno